# پورتوروژ
پورتوروژ (به لاتین: Portorož) یک شهر در اسلوونی است که در شهر پیران واقع شده‌است. پورتوروژ ۲٫۹۷ کیلومتر مربع مساحت و ۲٬۸۴۹ نفر جمعیت دارد و ۳۱٫۲ متر بالاتر از سطح دریا واقع شده‌است.